# Nilüfer (district)
Nilüfer is een Turks district in de provincie Bursa en telt 251.344 inwoners (2007). Het district heeft een oppervlakte van 495,8 km².
De bevolkingsontwikkeling van het district is weergegeven in onderstaande tabel.
| 1997    | 2000    | 2007    |
| ------- | ------- | ------- |
| 135.430 | 178.682 | 251.344 |